# Gorlosen
Gorlosen is een gemeente in de Duitse deelstaat Mecklenburg-Voor-Pommeren, en maakt deel uit van het Landkreis Ludwigslust-Parchim.

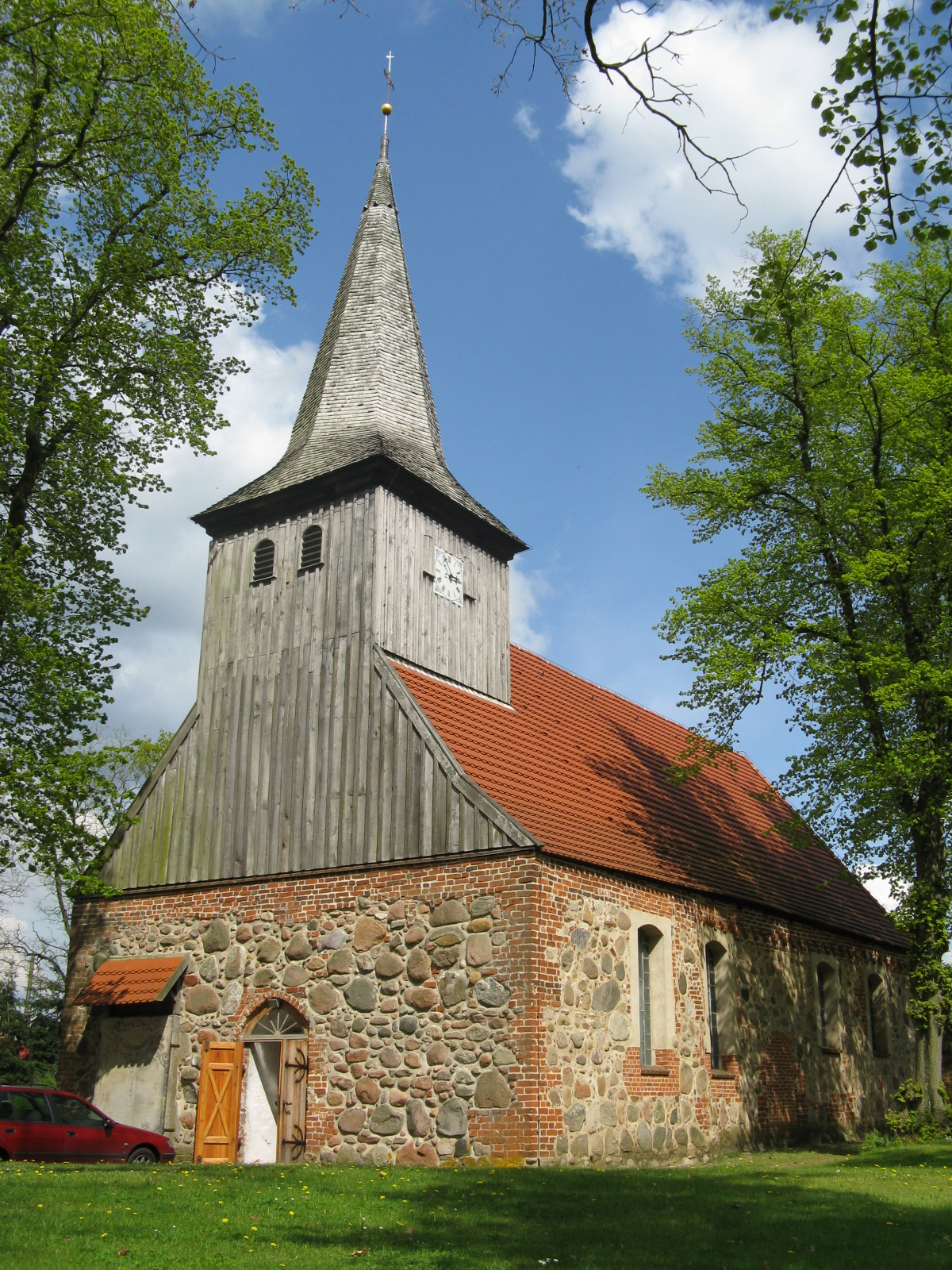
Kerk in Gorlosen

Gorlosen telt 451 inwoners.